# (7466) 1989 VC2
1989 في سي 2 (ويعرف أيضًا باسم (7466) 1989 في سي 2 وفق تسمية الكوكب الصغير) (بالإنجليزية: 1989 VC2)‏ هو كويكب ضمن حزام الكويكبات؛ وترتيبه 7466 من حيث الاكتشاف.
اكتُشف هذا الجُرم الفلكي بواسطة Tsutomu Hioki ‏ في 2 نوفمبر 1989.

## وصلات خارجية
- (7466) 1989 VC2 في قاعدة بيانات مختبر الدفع النفاث لأجرام النظام الشمسي الصغيرة

- الاكتشاف · مخطط المدار ·  العناصر المدارية · المعلمات المادية

- (7466) 1989 VC2 على موقع ويكي سكاي: DSS2, SDSS, GALEX, IRAS, Hydrogen α, X-Ray, Astrophoto, Sky Map, Articles and images